# David Primo
David Primo (en hébreu : דוד פרימו ; en bulgare : Давид Примовски) est un footballeur israélien né le 5 mai 1946. Il a participé à la Coupe du monde 1970 avec l'équipe d'Israël.